# Mytilus galloprovincialis

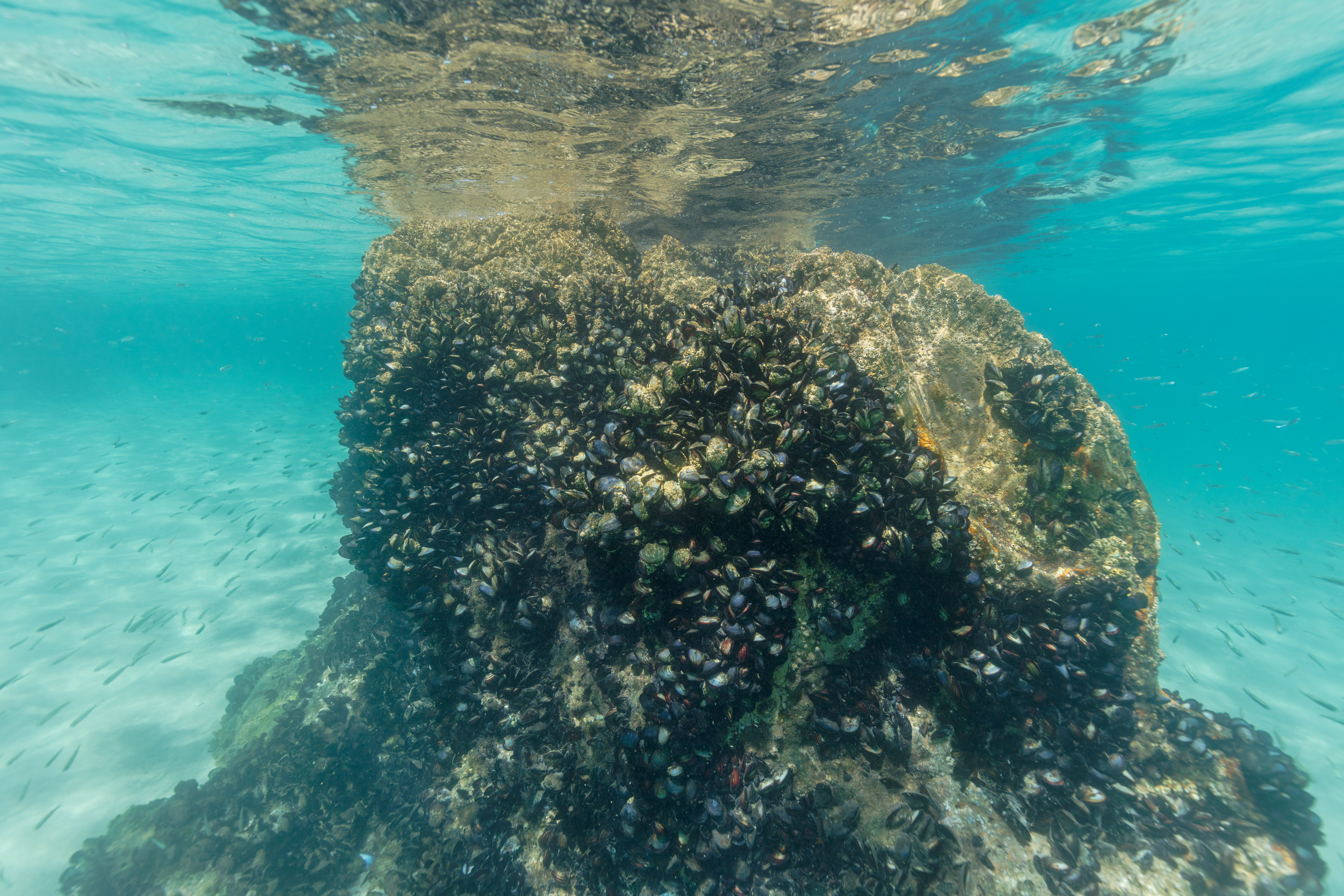
Roca cubierta de mejillones mediterráneos en la costa de Portugal.

El mejillón mediterráneo (Mytilus galloprovincialis), también conocido como mejillón gallego, es una especie de molusco bivalvo de la familia Mytilidae. En Chile se lo conoce como Choro Araucano. Está incluida en la lista 100 de las especies exóticas invasoras más dañinas del mundo de la Unión Internacional para la Conservación de la Naturaleza (IUCN), y en la lista de moluscos invasores en América del Sur.

## Distribución
Esta especie es nativa de la línea costera mediterránea, y sus registros más antiguos están en Galicia, región al noroeste de España. Se lo registra también en el Atlántico oriental, desde Irlanda hasta el Reino Unido, y el norte de África. Es probable que la expansión del área de distribución hacia el Atlántico haya sido natural.
Mytilus galloprovincialis también ha sido registrada como especie no nativa (introducida o invasora) en otras regiones. Llegó allí por introducción antropogénica, de modo involuntario, principalmente por agua de lastre de buques o adheridos al casco como biofouling, y secundariamente por la acuicultura. La distribución no nativa comprenden las costas del Pacífico de Norteamérica; en Japón y Hong Kong, Sudáfrica y Australia, América del Sur. En este último caso, fue introducida para acuicultura, y se la registró en Chile, Uruguay, Argentina y Brasil. Algunos autores sugieren que esta especie podría ser nativa en el sur de Chile. En todo caso, el traslado hacia Chile (o desde Chile) podría haberse dado por el transporte en los cascos de buques, como el de la expedición que Fernando de Magallanes hizo alrededor de 500 años.

## Descripción
M. galloprovincialis pertenece al "Complejo Mytilus", que agrupa a algunas spp. del género Mytilus, que en algunos casos y sin el ojo experto, son difíciles de diferenciar entre estas especies, debido a que además puede cruzarse con otras spp. de Mytilus formando híbridos. 
Una característica morfológica que permite diferenciar a M. galloprovincialis de otras especies de Mytilus, es que M. galloprovincialis posee 5 dientes de pequeño tamaño bajo el ligamento de la charnela. Y que M. galloprovincialis alcanza mayores Longitudes Totales (LT) respecto a otros Mytilus, hasta 15 cm, aunque el promedio es 5-8 cm de LT.
El M. galloprovincialis tiene una concha lisa de forma triangular, alargada, terminando en un ápice. El margen anterior es recto, mientras que el posterior es ampliamente redondeado. La superficie está marcada por líneas de crecimiento concéntricas. El color exterior es de negro a negro azulado, o parduzco, mientras que el interior es blanco, con un margen violáceo, y una marcada cicatriz muscular.
No obstante, la confirmación de identificación debería ser realizada vía estudios de marcadores genéticos (p. ej.: Glu-5, Me, RFLPs, SNPs) como lo han hecho algunos estudios científicos.

## Hábitat
Globalmente, se puede encontrar en costas rocosas cubiertas y expuestas, y también en estuarios, estando menos presente en áreas altamente sedimentarias o arenosas. Su distribución vertical en la columna de agua suele terminar en el límite con los sustratos bentónico de la franja intermareal, aunque puede habitar hasta 40 m de profundidad. Al igual que otros mitílidos, se adhiere firmemente a las rocas mediante hebras fuertes del biso, el cual es secretado por un pie móvil.

## Biología

### Alimentación
Microalgas (fitoplancton) y partículas de Materia Orgánica (MO).

### Ecología
Filtrador suspensívoro.

### Reproducción
M. galloprovincialis tiene sexos separados macho y hembra, es decir, son reproductores gonocóricos o dioicos, de desoves totales. Al llegar a la madurez sexual (1-2 años) la reproducción tiene lugar más de una vez cada año.
Las gónadas se extienden por todo el cuerpo (manto) y son de color crema en machos y rosa en hembras. Millones de gametos se liberan durante los eventos de desove y con el desarrollo de los óvulos fertilizados se convierten en larvas planctotróficas de natación libre llamadas trocóforas capaz de alcanzar grandes distancias y posteriormente se va desarrollando una larva véliger.

### Fisiología
El mejillón mediterráneo posee amplios rangos de tolerancia a los parámetros del agua:

#### Salinidad
El mejillón mediterráneo es eurihalino, debido a que su rango es amplio: 10-38 ppt.

#### Temperatura
El mejillón mediterráneo es euritérmico, y su rango es amplio: 13-31.°C.

#### pH
pH mínimo: 7.6. y pH máximo: ?.

## El mejillón de Galicia
Mejillón de Galicia es la denominación de origen de esta especie en Galicia y se produce en bateas en un espacio marítimo delimitado de las rías gallegas de Ares-Sada, Muros-Noia, Arosa, Pontevedra y la Ría de Vigo.

### Genoma
El genoma del mejillón gallego consta de 1400-1900 Mb. Existen bases de datos que recogen la limitada información que existe sobre secuencias expresadas (ESTs) pero no se conoce la secuencia de su genoma completo.

#### Historia
La Consellería de Economía e Industria de la Junta de Galicia concedió una ayuda para secuenciar el genoma del mejillón a un grupo del Instituto de Investigaciones Marinas CSIC y otro de la Universidad de Vigo, que utilizarán líneas de mejillón criadas en el IIM CSIC a partir de mejillones de las rías gallegas para aislar, extraer y cuantificar el ADN genómico tanto del núcleo como de las mitocondrias empleando protocolos establecidos su propio laboratorio. 
La producción de mejillones de Galicia constituye el 80% de la producción de la acuicultura marina española. El sector mejillonero gallego, con más de 3300 bateas, genera unos 11 500 puestos de trabajo directos (de los cuales 8500 son fijos) y 7000 indirectos y un volumen de facturación anual que oscila entre los 120 y los 150 millones de euros. El genoma del mejillón permitirá ayudar a proteger y mejorar este recurso y otros de naturaleza similar.[cita requerida]

### Fiesta gastronómica

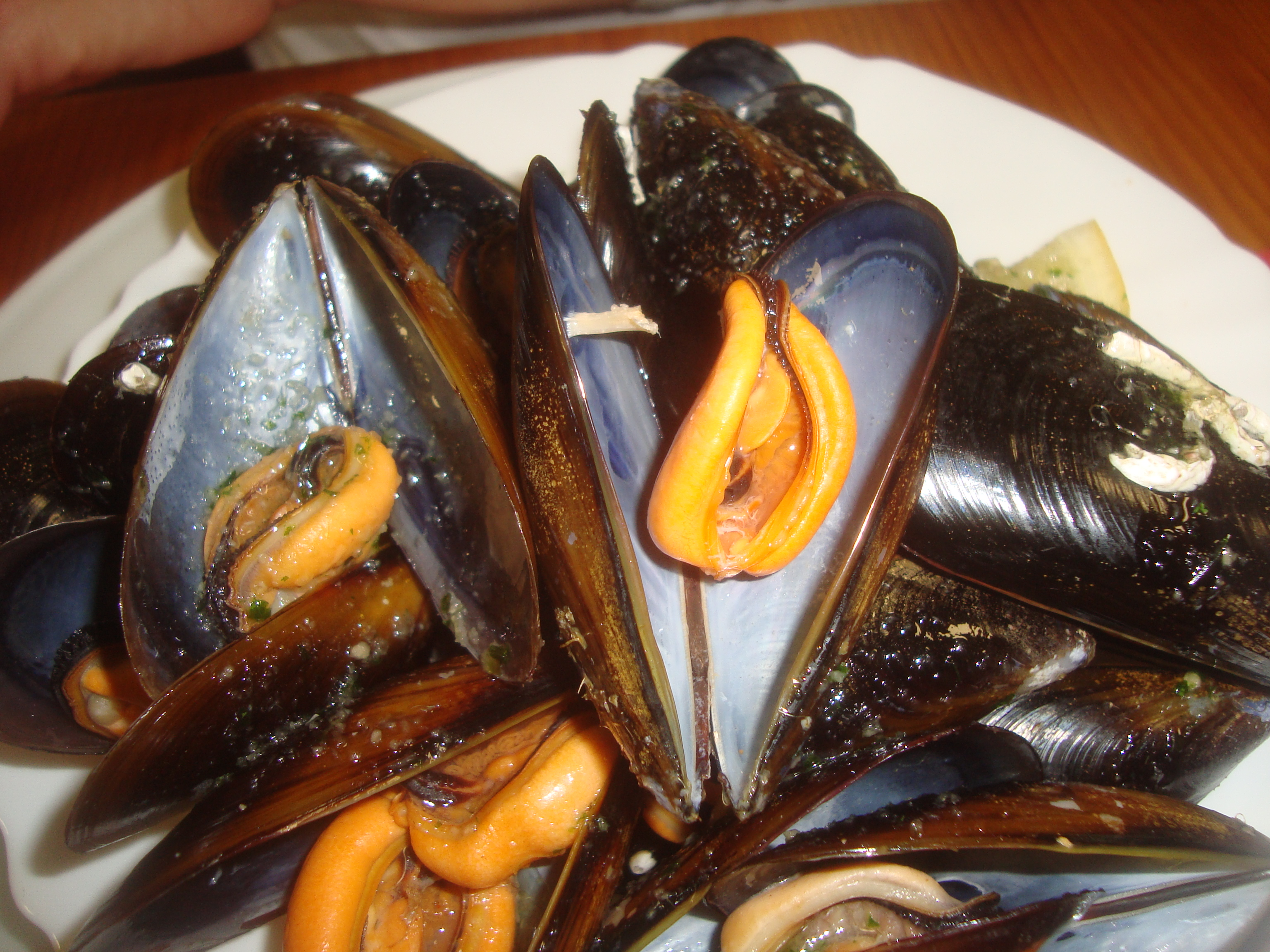
Mejillones cocidos al vapor.

En Vigo, Galicia, se celebra cada septiembre en el parque de Castrelos la Fiesta del mejillón.